# Acanthagrion temporale
Acanthagrion temporale là một loài chuồn chuồn kim trong họ Coenagrionidae.
Acanthagrion temporale được Selys miêu tả khoa học năm 1876.